# Heiner Kamps

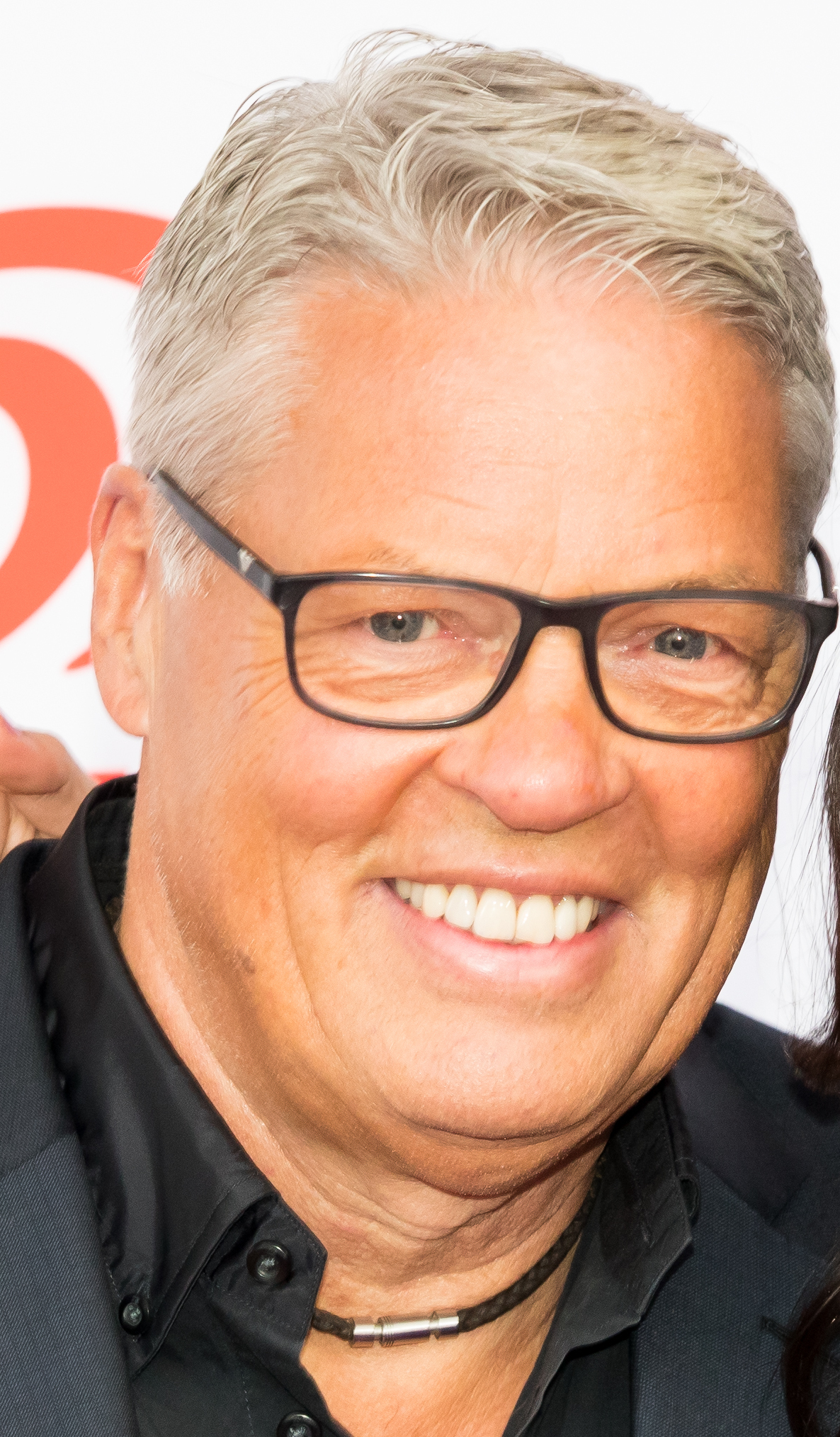
Heiner Kamps (2019)

Heiner Kamps (* 24. Mai 1955 in Bocholt) ist ein deutscher Unternehmer und Investor, der vor allem durch die von ihm aufgebaute deutsche Bäckereikette Kamps bekannt wurde.

## Leben
Kamps wurde als ältester Sohn eines Bäckers geboren und wuchs mit sechs Geschwistern auf einem Bauernhof in der Nähe von Bocholt auf. Mit 14 Jahren begann er Wasserball zu spielen und war bis zum 25. Lebensjahr ein Spieler in der deutschen Wasserballbundesliga. Nach Abschluss der Schule begann er im elterlichen Betrieb seine Ausbildung zum Bäcker. Es folgten eine Lehre als Konditor in Berlin sowie die Weiterbildung zum Bäckermeister und Industriebackmeister in verschiedenen Orten Deutschlands.

### Aufbau der Großbäckerei

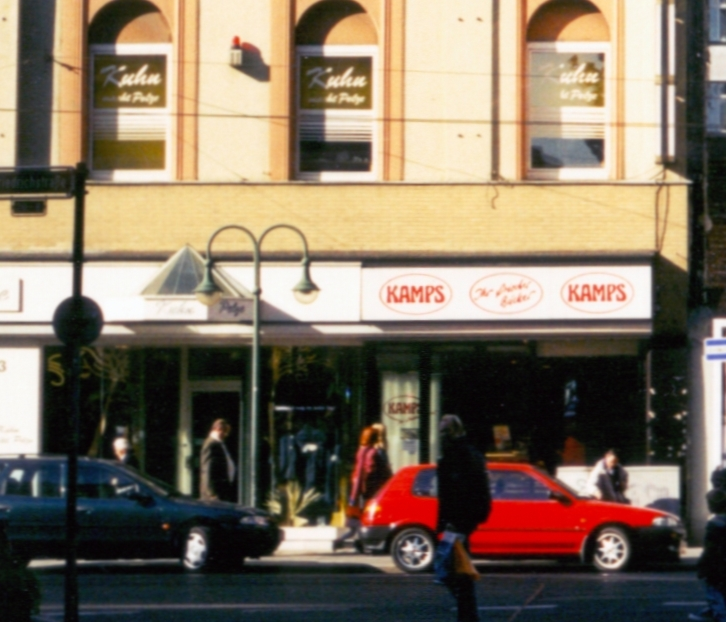
Die erste Kamps-Filiale 16 Jahre nach ihrer Eröffnung

Im Jahr 1982 eröffnete Kamps seine erste eigene Bäckerei in der Friedrichstraße in Düsseldorf. In den nächsten zehn Jahren eröffnete er 19 weitere Filialen und legte somit den Grundstock für sein Großunternehmen. 1991 verkaufte er seine Filialen an die Borden Inc. mit Sitz in Ohio, der in Deutschland bereits die Bäckereikette Weber gehörte, und übernahm die Geschäftsführung der Deutschland-Tochter. 1996 gründete er die BBG Bäckerei Beteiligungsgesellschaft mbH, die die bis dahin 350 deutschen Filialen der Weber Retail Group übernahm und 1997 in die Kamps AG umgewandelt wurde. Im April 1998 folgte der Börsengang. Das Unternehmen kaufte in großem Umfang Bäckereien und Bäckereiketten, auch in Frankreich und den Marktführer in den Niederlanden, die Bakker Bart Food Group. Zudem wurden mehrere Großbäckereien akquiriert, die ihre Erzeugnisse nicht über die klassischen Backfilialen verkaufen. Durch die Übernahme einiger in- und ausländischer Bäckereiketten expandierte sein Unternehmen, so dass die Kamps AG zu einem der größten europäischen Backwarenhersteller wurde.
Im Jahr 2002 wurde die Kamps AG, die inzwischen über 1000 Filialen verfügte und einen Umsatz von 1,8 Milliarden Euro erwirtschaftete, vom italienischen Konzern Barilla übernommen. Schätzungen gehen davon aus, dass Heiner Kamps aus dem Verkauf 60 Millionen Euro erhielt. Im Jahr 2010 ging die Kette mit rund 700 Filialen an den Niederländer Jaap Schalken.

### Tätigkeiten seit dem Verkauf
Das durch den Verkauf eingenommene Geld investiert Heiner Kamps, der bis Ende 2005 einem Wettbewerbsverbot mit Barilla unterlag, seither in andere Unternehmen. Im Frühjahr 2005 gründete er die Kamps Food Retail Investment SA und wurde Geschäftsführer der Schnellrestaurantkette Nordsee, an der er zuvor bereits eine Minderheitsbeteiligung hielt. Im Juni 2007 übernahm Kamps das 1200 Mitarbeiter starke Unternehmen Homann Feinkost. Die Kamps Food Retail Investment wurde Mitte 2007 von der International Food Retail Capital (IFR Capital) übernommen. Heiner Kamps ist mit 23,7 % an der IFR Capital beteiligt. Diese übernahm im Januar 2008 die Heinrich Hamker Lebensmittelwerke. Mittlerweile wurden 80 % der IFR-Anteile von Theo Müller übernommen und die erworbenen Firmen zusammen mit den Müller-Milch-Molkereien und der Molkerei Weihenstephan (Weihenstephan) in die Müller Unternehmensgruppe integriert.
Anfang September 2005 kündigte er an, ab Anfang 2006 auch wieder ins Backwarengeschäft einzusteigen. Ein für 2006 geplanter Erwerb der Mehrheit an der Wiener Ankerbrot scheiterte.
Mitte 2009 erwarb Kamps über die Homann Feinkost GmbH von der Peter Kölln die Lizenz für die Marke Livio in den Bereichen Ketchup, Mayonnaise und Dressings, Ende 2009 erwarb IFR Capital die Nadler-Feinkost-Gruppe von der britischen Uniq.

## Engagement und Familie

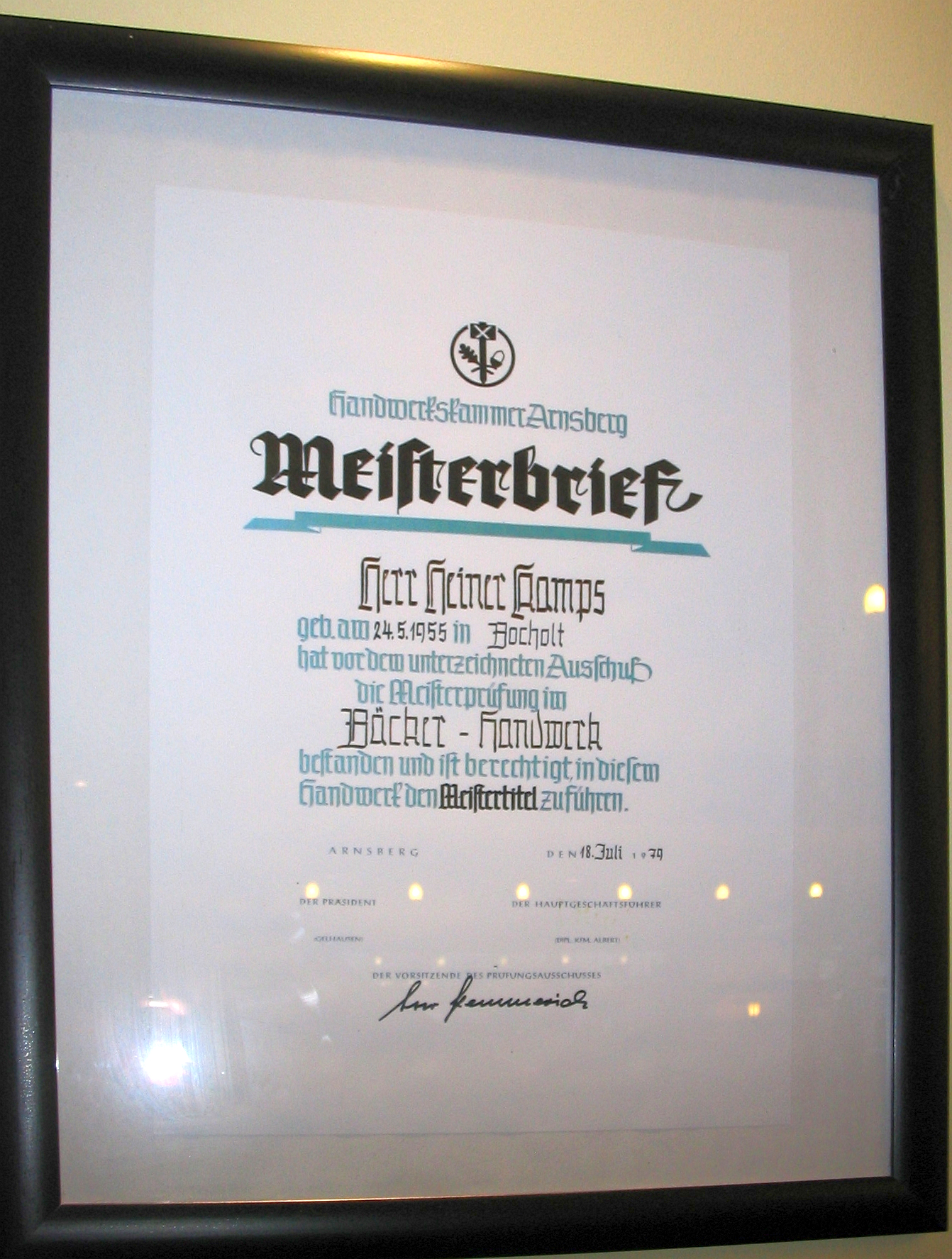
Meisterbrief von 1979, im ehemaligen Düsseldorfer Café Bastians

- Kamps gründete im Jahr 2000 die Hilfsorganisation Brot gegen Not, die den Aufbau von Bäckereien in Entwicklungsländern betreibt und in der er sich weiterhin engagiert.[3]

- Kamps äußert sich gelegentlich kritisch über Bio-Produkte. Er hält sie weder für besser noch für gesünder, Bio sei „vor allem eine Einstellungssache“.[8]

- Aus seiner inzwischen geschiedenen Ehe mit Petra Kamps (geb. Walther) gingen zwei Kinder hervor[3]: Sohn Sebastian Kamps (* 1982; mit Moderatorin Gülcan Kamps verheiratet) und Tochter Judith Kamps (verheiratet mit dem Unternehmer Luis Garcia Fanjul). Sebastian ist ebenfalls Bäcker und wurde nach dem Verkauf der Kamps AG von seinem Vater bei der Eröffnung seines Düsseldorfer Back-Cafés Bastians 2004 unterstützt. Heiner Kamps hat einen weiteren Sohn (* 2001) und war seit 2008 mit Dijanah Medunjanin verheiratet. 2012 wurde er von ihr geschieden und heiratete im selben Jahr Ella Mayer. Das immer gut besuchte Café wurde Ende 2021 geschlossen.[9]

- Kamps ist seit 2007 als Sponsor der deutschen Wasserballbundesliga tätig.[10] Des Weiteren engagiert er sich für den Wasserballnachwuchs und ließ 2011 den Nordsee Wasserball School Cup für Grundschulen austragen.[11]

## Vermögen
Sein Privatvermögen wurde 2019 vom Manager Magazin auf 250 Millionen Euro geschätzt.